# Правова система Люксембургу
Правова система Люксембургу — це система правових явищ, що функціонує в межах суспільства Великого Герцогства Люксембург.

## Становлення правової системи Люксембургу
Правову систему Люксембургу відносять до романо-германської сім'ї. Основні риси сучасної системи виникли після отриманням Люксембургом незалежності у 1815 р. Вони зумовлені, зокрема, такими історичними подіями, як: окупація Францією 1794-1814 рр., коли на територію Герцогства поширювалося французьке законодавство; різноманітні митні союзи з Бельгією або ж германськими державами; унія 1815-1890 рр. з Нідерландами; на даний момент, разом з Бельгією та Нідерландами знаходиться в економічному союзі Бенілюкс, який ці країни утворили у 1948 р. Після французької окупації та отриманням незалежності в Люксембурзі продовжував діяти тривалий час Цивільний кодекс Наполеона 1804 р. та деякі інші нормативно-правові акти. Поступово, вони замінювалися новими законодавчими актами, але й вони були в більшості випадків орієнтовані на французьке законодавство. Правові відносини регулюються законодавчими актами, які видає парламент, а також в порядку делегованого законодавства Великим герцогом у формі декретів.

## Галузі права Королівства Норвегія

### Цивільне та суміжні з ним галузі права
В Люксембурзі продовжує діяти Цивільний кодекс Наполеона зі змінами, які є меншими ніж в самій Франції. Такі положення як про шлюб, сім’ю, спадщину та інш. Залишилися майже без змін. Однак регуляція питань кредиту, рухомого майна та інш. Була змінена стосовно першої редакції. Також в Люксембурзі діє й Торговельний кодекс 1807 р. На відміну від Цивільного кодексу Торговельний був значно змінений. Починаючи з 1915 р. під бельгійським впливом видавалися закони, що регулюють діяльність акціонерних товариств. У 1900, 1915, 1945 рр. були видані закони, які регулюють сільськогосподарські кооперативи. Їх визнають «чисто» люксембурзькими і навіть зазначають про їх вплив на право сусідніх держав. Була розпочата у 1973 р. реформа по упорядкуванню законодавства про компанії. У XX почалась розробка й провадження соціального законодавства. Було введено страхування від хвороб, від нещасних випадків на виробництві тощо. Трудові відносини, в основному, регулюються особливим законом 1919 р., окрім нього видані й інші нормативно-правові акти, які регулюють цю сферу, наприклад: Закон про колективні трудові договори 1965 р., Закон про індивідуальні трудові договори 1980 р., Закон про колективні звільнення 1982 р. та інші. 
Велику увагу з другої половини XX ст. стали приділяти в Люксембурзі охороні оточуючого середовища. Було видано декілька актів: Закон про ліквідацію відходів 1980 р., Закон про захист природи й природних ресурсів та декілька інших. 

### Кримінальне право та процес
Протягом досить тривалого часу в Люксембурзі діяв Французький кримінальний кодекс 1810 р., однак в силу схожості правових систем Бельгії та Люксембургу, французький був замінений бельгійським з деякими змінами. Кримінальне право також доповнюється Законом про кримінальне засудження 1994 р.  
Процес регулює КПК Франції 1808 р., з суттєвими змінами. Також ця галузь доповнюється Законом про попереднє затримання 1877 р. та Закон про організацію судів 1885 р.
Останній раз смертна кара застосовувалася у 1949 р., а остаточно відмінена була у 1979 р. 

## Судова система та органи контролю Люксембургу
Верховний суд правосуддя очолює всю систему судів в Люксембурзі. Він може виступати як апеляційна, так і касаційна інстанція. У складі з 5 суддів розглядає скарги на рішення окружних судів, які були винесені як перша інстанція по кримінальних, цивільних та торговельних справах у ролі апеляційної інстанції. Як касаційна інстанція він розглядає скарги з питань права на вердикти і рішення всіх судів у складі колегії з 7-и суддів. Інколи може скликатися суд асизів для розгляду найбільш важливих кримінальних справ. Він складається з 6 членів: 2-3 суддів з Верховного суду та 3-4 суддів з окружних судів. Він скликається головою Верховного суду. Для винесення рішення потрібно 4 з 6 голосів, тобто більшість.
В м. Люксембург та м. Дикірх діють окружні суди. Вони розглядають кримінальні справи середньої тяжкості та всі цивільні та торговельні справи за виключенням незначних. Вони іменуються «виправними трибуналами» при розгляді кримінальних справ. Також до компетенції окружних судів належить розгляд в апеляційному порядку скарг на рішення мирових судів. У період 1848-1868 рр. діяв інститут суду присяжних, який розглядав кримінальні справи про політичні злочини а також про порушення законів про друк.
Справи про незначні правопорушення, які караються строком арешту менш ніж на 7 днів, цивільні та торговельні позови з маленькою сумою відшкодування а також деякі інші функції виконують мирові суди. Вони також називаються «поліцейськими трибуналами». 
В Люксембурзі створено після Другої світової війни 3 комісії, які вирішують конфлікти між працівниками та роботодавцем. Вони складаються з мирового судді та 2-х представників сторін конфлікту. Окрім цієї комісії діють й інші трибунали, наприклад ті, які розглядають питання соціального страхування, або ж розглядають адміністративні справи тощо.
В Герцогстві діє також Юридичний комітет Державної ради. Він є вищим органом адміністративної юстиції, прерогативою комітету є розгляд в апеляційному порядку скарг на рішення нижчих судів а також на рішення самих адміністративних органів. Складається він з 7 членів Державної ради, які мають ступінь доктора права. Розгляд питання про конституційність законів у судах було майже виключеним практикою.
Великий герцог призначає на посаду всіх суддів, вони призначаються на пожиттєвий строк та можуть бути звільнені лише за рішенням суду.  
Питання про відповідність законів до Конституції розглядає Конституційний суд, який був створений 1 жовтня 1997 р. Будь-який суд може звернутися до Конституційного суду з питання конституційності того чи іншого закону, окрім ратифікації міжнародних договорів.
Справи розслідують або ж слідчі судді, або працівники поліції за наглядом генерального прокурора. Підтримує обвинувачення комісар поліції, бургомістр або його заступник при поліцейському трибуналі. Державний прокурор чи його заступник при виправному трибуналі та генеральний прокурор або один з його заступників, який має звання генерального адвоката. Захищають інтереси сторін адвокати-повірені. Вони повинні скласти відповідний іспит, пройти 3-х літню юридичну практику та мати вищу юридичну освіту. Можлива безоплатна юридична допомога. 